# Harry van den Eerenbeemt
Henricus Ferdinandus Josephus Maria (Harry) van den Eerenbeemt (Roosendaal, 1 januari 1930 - Tilburg, 7 juli 2008) was een Nederlandse hoogleraar en historicus-socioloog. Gedurende de periode 1956 tot 1995 was hij in dienst van de Faculteit Sociale Wetenschappen van de Universiteit van Tilburg. Hij onderzocht de sociale geschiedenis van Brabant.

## Leven en werk
Na de lagere school en het gymnasium deed Van den Eerenbeemt in 1953 zijn doctoraal examen geschiedenis aan de Katholieke Universiteit Nijmegen. Hij promoveerde in 1955 op de studie:  's-Hertogenbosch in de Bataafse en Franse tijd, 1794-1814. Bijdrage tot de kennis van de sociaal-economische structuur. Van 1956 tot 1961 was hij lector sociale, economische en politieke geschiedenis aan de Katholieke Economische Hogeschool in Tilburg. In 1961 werd hij tot hoogleraar in dezelfde vakken benoemd aan die Hogeschool, later Katholieke Universiteit Brabant in Tilburg. Daar was hij secretaris van de Academische Senaat (1964-1965), rector magnificus (1965-1966), en prorector (1966-1967). In 1995 trad hij terug als hoogleraar. Naast het hoogleraarschap bekleedde hij vele functies op zijn vakgebied en daarbuiten.
Van den Eerenbeemt publiceerde tevens over de geschiedenis van zijn woonplaats Tilburg en over bekende Tilburgers. Hij zette zich verder in voor het behoud van historisch erfgoed in die plaats, waaronder de Hasseltse kapel, de Tongerlose Hoef, de Norbertijnenpoort en de heiligenbeelden langs de begraafplaats Bredaseweg.
Een van de gevleugelde uitspraken van hem luidde: "Het leven moet naar voren worden geleefd en naar achteren worden verstaan."

### "Bijdragen tot de (sociale en economische) geschiedenis van het Zuiden van Nederland"
Van 1956 tot 1995 was Van den Eerenbeemt redacteur en hoofdredacteur van de serie monografieën over het Zuiden van Nederland. Tijdens zijn redacteurschap van de Stichting Zuidelijk Historisch Contact verschenen 112 delen waarvan hij er zelf enkele voor zijn rekening nam.

### Geschiedenis van Noord-Brabant
Ter gelegenheid van het tweehonderdjarig bestaan van de provincie Noord-Brabant in 1996 gaf de provincie opdracht tot de geschiedschrijving van de provincie door de "Stichting Geschiedschrijving Noord-Brabant". Van den Eerenbeemt was vanaf 1988 nauw betrokken bij deze stichting; hij was redacteur van de uitgave en met medewerking van 36 bijkomende auteurs verscheen tussen 1996 en 1997 in drie [=vier] delen de Geschiedenis van Noord-Brabant, het standaardwerk over de geschiedenis van deze provincie. Het project werd afgesloten met de publicatie van de drie delen en een gehouden congres over de geschiedenis.

## Eerbewijzen
- Ridder in de Orde van de Heilige Gregorius de Grote (1976)
- Provinciepenning Noord-Brabant (1982)
- Ridder in de Orde van het Heilige Graf van Jeruzalem (1982)
- Ridder in de Orde van de Nederlandse Leeuw (1984)